# Margaret Gilbert
Margaret Gilbert (nascida em 1942) é uma filósofa britânica mais conhecida por suas contribuições fundamentais para a filosofia analítica dos fenômenos sociais. Ela também fez contribuições substanciais a outros campos filosóficos, incluindo filosofia política, filosofia do direito e ética. Atualmente é Professora Distinta e Catedrática Abraham I. Melden em Filosofia Moral da Universidade da Califórnia em Irvine.

## Biografia
Gilbert nasceu no Reino Unido e obteve um bacharelado "double first" em Clássicos e Filosofia pela Universidade de Cambridge e um bacharelado em Filosofia. e um grau D. Phil. em Filosofia pela Oxford University. De 1983 a 2006, ela lecionou na Universidade de Connecticut, em Storrs, onde foi professora de filosofia. No outono de 2006, ela detém a cátedra Abraham I. Melden em Filosofia Moral na University da Califórnia em Irvine. Ela foi professora visitante e pesquisadora em muitas instituições acadêmicas, incluindo a Universidade de Princeton, o Instituto de Estudos Avançados de Princeton, a Universidade da Pensilvânia, a Universidade de Indiana, o Wolfson College, a Oxford, a Universidade Técnica de Dresden, o King's College de Londres e o Swedish Collegium for Advanced Study nas Ciências Sociais, e regularmente dá palestras convidadas nos Estados Unidos, Europa e em outros lugares. Gilbert era casada com o famoso filósofo Saul Kripke e é irmã do famoso historiador britânico Sir Martin Gilbert. Em 2016, Margaret Gilbert foi eleita para a Academia de Artes e Ciências dos Estados Unidos.